# Macrostemum radiatum
Macrostemum radiatum là một loài Trichoptera trong họ Hydropsychidae. Chúng phân bố ở miền Cổ bắc.